# Kamenavölgy
Kamenavölgy románul: Camena, falu Romániában, a Bánságban, Krassó-Szörény megyében.

## Fekvése
Somosréve (Cornereva) mellett fekvő település.

## Története
Kamenavölgy románul: Camena, korábban Somosréve (Cornereva) része volt. 1910-ben 941 lakossal. 1956-ban vált külön településsé 124 lakossal.
1966-ban 140, 1977-ben 128, 1992-ben 131, a 2002-es népszámláláskor pedig 125 román lakosa volt.